# August Bode (Industrieller)
August Bode (* 28. September 1875 in Kassel; † 11. Dezember 1960 ebenda) war ein deutscher Industrieller.

## Leben und Wirken
1912 hatte er mit dem Kaufmann Conrad Köhler die 1882 gegründete Kasseler Waggonfabrik Wegmann & Co. übernommen. Gegen Ende des Ersten Weltkrieges erhielt das Unternehmen den Auftrag zum Bau des K-Wagens. In der Weimarer Republik entwickelte sich Wegmann unter seiner Leitung zum Hersteller von Reisezugwagen, die Stadt Kassel bezeichnet ihn auf ihrer Webseite als „Nestor des Waggonbaus“. Montiert wurden Panzerkampfwagen, anschließend wieder Waggons und Straßenbahnen. Die Gesellschaft gehörte seiner Familie, bis sie später im Rüstungsunternehmen Krauss-Maffei Wegmann (KMW) aufging. Bode wird großer Anteil am Fortbestand der Firma und am Aufbau der Industriellendynastie Wegmann in Kassel zugesprochen. 1960 wurde ihm die Ehrenbürgerschaft von Kassel für seine Verdienste im Waggonbau und der Rüstungsproduktion verliehen. Die Ehrenbürgerschaft wurde im Rahmen der dOCUMENTA (13) im Jahr 2012 kritisiert. Die Straße, an der sich der Kasseler Standort von KMW befindet, trägt seinen Namen. Nachfolger bei Wegmann wurden 1960 dessen Söhne Fritz und Engelhard, und ab 1979 die Söhne von Fritz, Wolfgang und Manfred Bode.  Bode trat zum 1. März 1937 der NSDAP bei (Mitgliedsnummer 3.824.530), war zudem förderndes Mitglied der SS und Wehrwirtschaftsführer.

## Ehrungen
- Treudienst-Ehrenzeichen in Gold
- Kriegsverdienstkreuz (1939) 1. Klasse ohne Schwerter
- Großes Bundesverdienstkreuz (1955)